# Fixing
Fixing – jest to sposób ustalenia jednolitej ceny danego dobra lub usługi w oparciu o mechanizm inny niż rynkowy. W większości krajów fixing może być przeprowadzany jedynie przez instytucje, które zostały do tego uprawnione (np. organy nadzorujące dany rynek, banki centralne).
Na giełdzie papierów wartościowych jako fixing określa się proces ustalania ceny w ramach notowań według kursu jednolitego. W systemie notowań ciągłych procedurę fixingu stosuje się w fazie na otwarcie i na zamknięcie sesji giełdowej, kiedy kurs papierów wartościowych wyznaczany jest w oparciu o zlecenia zbierane przez określony czas. Wyznaczenie ceny na otwarciu i zamknięciu służy wyeliminowaniu przypadkowości przy jej ustalaniu i ograniczeniu zmienności cen. Może to być szczególne istotne w przypadku ceny zamknięcia, ponieważ w oparciu o nią wyceniane są portfele inwestycyjne instytucji finansowych.
Określenie fixing stosuje się również w odniesieniu do procesu wyznaczania niektórych wskaźników stosowanych powszechnie na rynkach finansowych, takich jak stawki referencyjne WIBID/WIBOR lub publikowane przez NBP kursy średnie wymienialnych walut obcych wobec złotego oraz informacyjne ceny kupna/sprzedaży skarbowych papierów wartościowych. 